# Koncepcja wzrostu zerowego
Koncepcja wzrostu zerowego – koncepcja zalecająca obniżenie tempa wzrostu produktu narodowego brutto do zera jako rozwiązanie optymalne, co tłumaczone jest dodatkowymi kosztami towarzyszącymi wzrostowi PNB. Wymienia się np. koszty zanieczyszczenia środowiska naturalnego oraz zatłoczenia miast.
Istnieje pogląd w wysoko rozwiniętych krajach, głoszący, że koszty wzrostu gospodarczego są wyższe niż płynące z niego korzyści. Społeczeństwo płaci za niego bowiem bardzo wysoką cenę, jaką jest np. stresogenny, niezdrowy tryb życia, zanieczyszczenie środowiska itp. Głównym celem społeczeństwa powinno być więc coś więcej niż wzrost PNB, który nie jest idealnym miernikiem dobrobytu społecznego (nie obejmuje działalności wpływającej na jakość życia takich jak np. czyste powietrze). Stąd wniosek, że działalność gospodarczą powinno prowadzić się tylko do momentu zrównania korzyści tej działalności z krańcowym kosztem społecznym, który uwzględnia degradację środowiska. Wprowadzenie odpowiednich środków polityki gospodarczej (takich jak podatki od zanieczyszczenia środowiska) może pomóc w osiągnięciu tej równowagi. W przypadku stosowania takiej polityki tempo wzrostu PNB uległoby obniżeniu poniżej poziomu możliwego do osiągnięcia w przypadku braku ograniczeń w zanieczyszczeniu środowiska itp.
Powyższe podejście ujmuje sens problemu, oddziałuje bezpośrednio na zjawisko, jednak w koncepcji wzrostu zerowego dostrzega się jedynie częściowe próby jego załagodzenia. Zarzuca się jej, że nie daje bodźców do poszukiwania rozwiązań optymalnych, gdyż nie są w niej rozróżnione produkcja obciążona dodatkowymi społecznymi kosztami i ta niewywołująca takich kosztów. Jest ona jedynie rozwiązaniem pośrednim, które wpływa zakłócająco na inne sfery produkcji bądź konsumpcji.